# Họ Cá chuồn đất
Họ Cá chuồn đất (Danh pháp khoa học: Dactylopteridae) là một họ cá biển trong bộ Syngnathiformes. Họ cá này đã từng được coi là họ duy nhất trong phân bộ Dactylopteroidei nằm trong bộ Scorpaeniformes.
Tuy nhiên, các đặc điểm hình thái hợp nhất cá chuồn đất (Dactylopteridae) với Syngnathiformes đã được lưu ý từ lâu. Các dữ liệu trình tự ADN hỗ trợ một cách rất chắc chắn về việc Syngnathiformes nghĩa hẹp (sensu stricto) là cận ngành với Gasterosteiformes nghĩa rộng (sensu lato). Cá chuồn đất có quan hệ họ hàng khá gần với Aulostomidae và Fistulariidae và từ năm 2008 một số tác giả đã gợi ý về việc nó nên gộp chung với 2 họ này.
Các phân loại phân tử gần đây đã xếp họ này vào bộ Syngnathiformes, nhưng vị trí trong bộ thì chưa có sự thống nhất giữa các tác giả khác nhau. Cụ thể, trong ấn bản lần 5 của Fishes of the World năm 2016, họ này được xếp trong liên họ Centriscoidea của phân bộ Aulostomoidei. Nghiên cứu của Betancur và ctv (2013), phiên bản sửa đổi ngày 30-7-2014, cũng như phiên bản 2017 và của Longo et al. (2017) xếp họ này trong phân bộ Dactylopteroidei.
Hầu hết các loài thuộc chi Dactyloptena sinh sống trong vùng biển Ấn Độ Dương-Thái Bình Dương, nhưng thành viên duy nhất của chi Dactylopterus là từ các vùng ấm của Đại Tây Dương.

## Đặc điểm
Chúng đã được quan sát cho thấy có thói quen "đi bộ" dọc theo đáy biển đầy cát trong khi tìm kiếm các loài giáp xác, động vật không xương sống nhỏ và cá nhỏ bằng cách sử dụng các vây chậu của chúng. Giống như những con cá chào mào thuộc họ Triglidae, chúng sở hữu một bong bóng với hai thùy và một "cơ trống" có thể đập vào bong bóng để tạo ra âm thanh. Chúng có vảy dày, bảo vệ và mặt dưới của vây ngực lớn có màu sắc rực rỡ, có lẽ để khiến những kẻ săn mồi giật mình. Chúng có ngoại hình giống cá chuồn (các vây ức trông giống như đôi cánh) nhưng chúng không thể bay hoặc lướt trên không trung như cá chuồn.

## Phân loại
Hiện tại họ cá này có 02 chi:
- Dactyloptena D. S. Jordan & R. E. Richardson, 1908: 6 loài. Ở Việt Nam có 1 loài là cá chuồn đất phương đông hay cá kè/cá ca kè (Dactyloptena orientalis).
- Dactylopterus Lacépède, 1801: 1 loài (Dactylopterus volitans).

## Hình ảnh

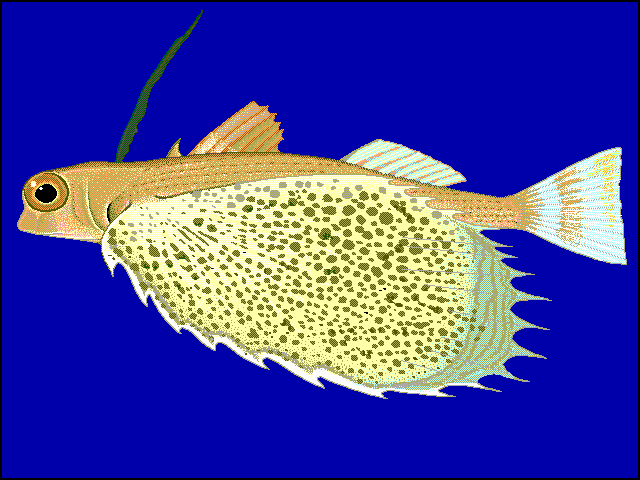
Dactyloptena orientalis
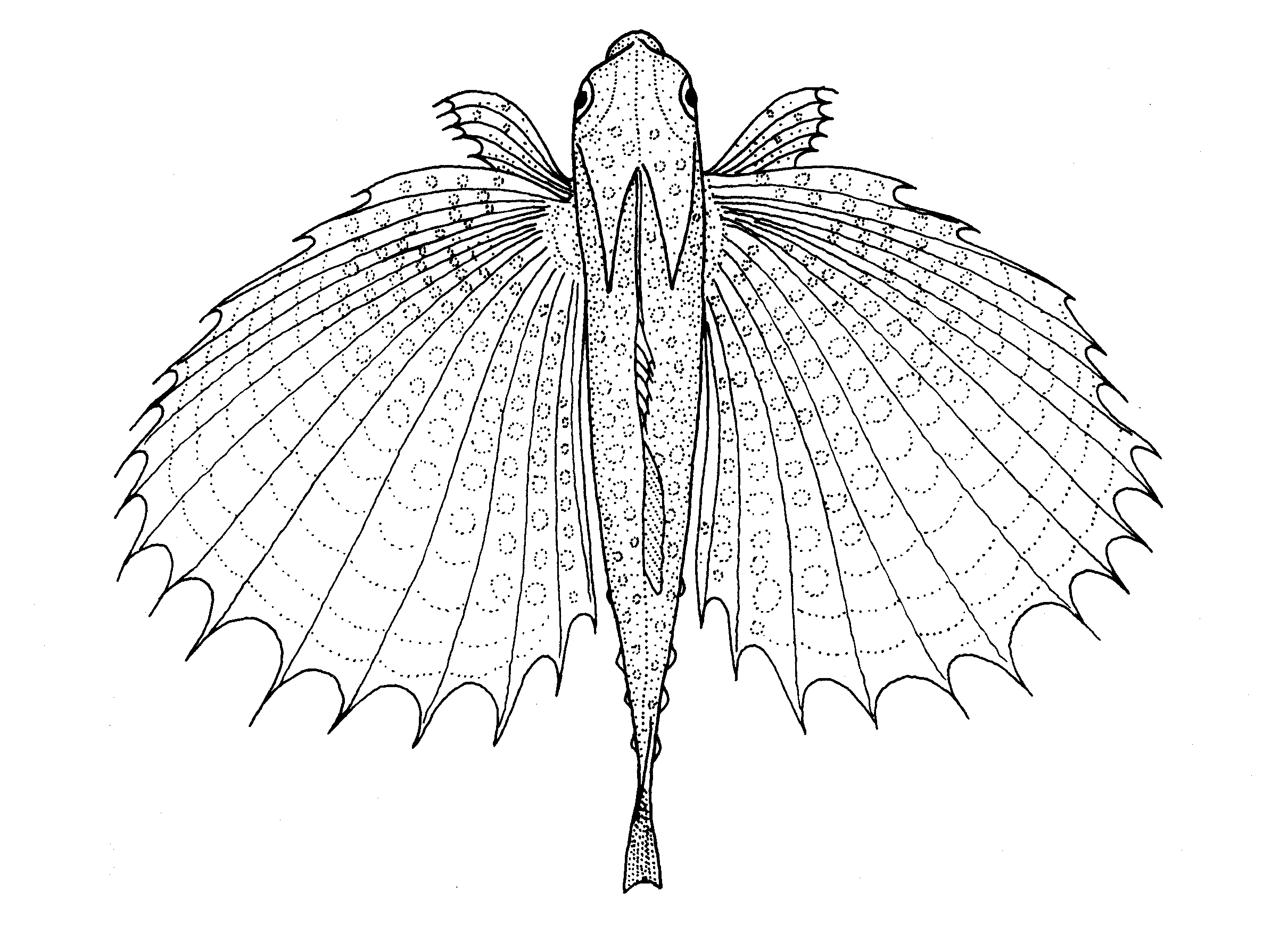
D. orientalis
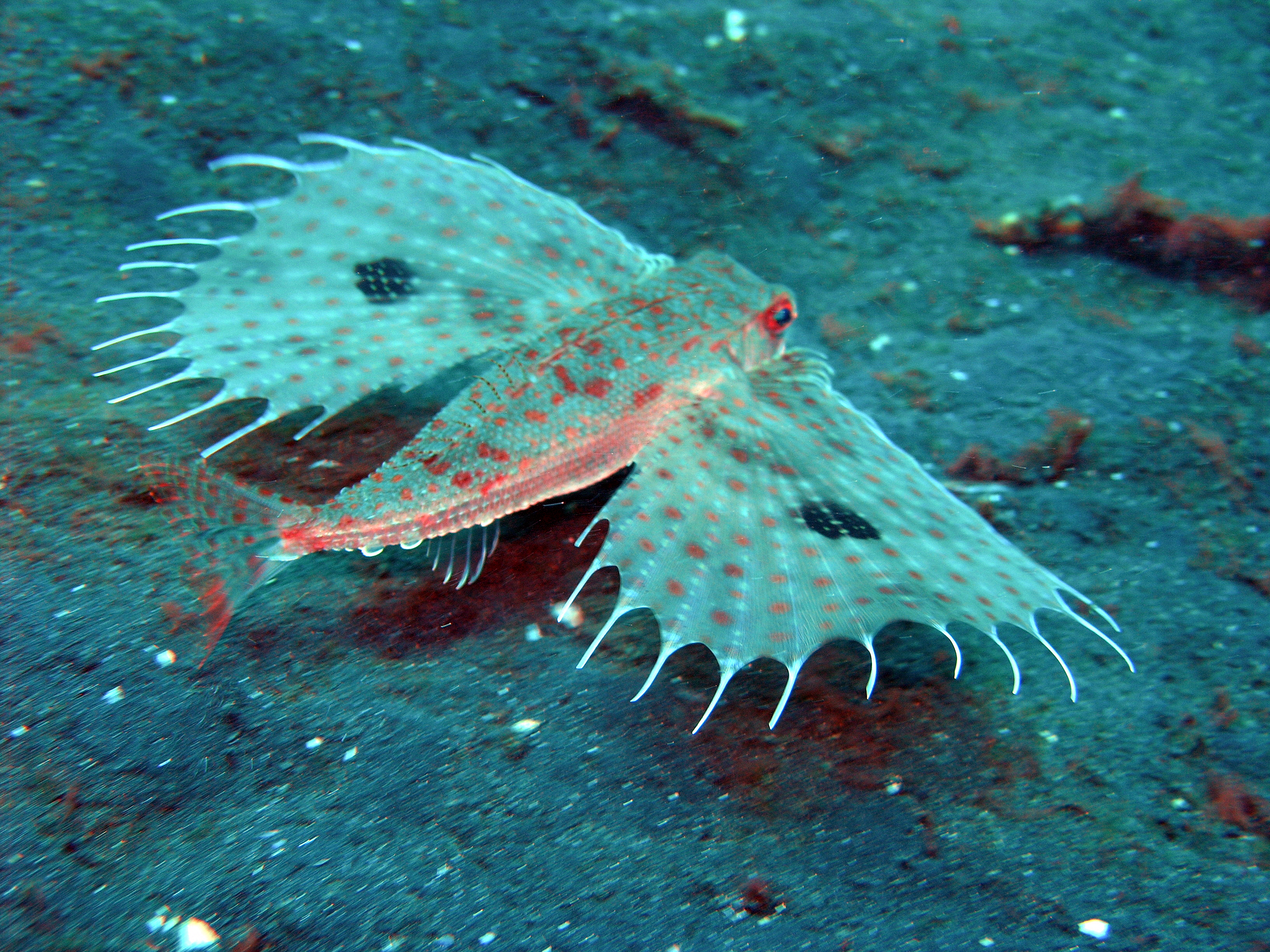
D. orientalis
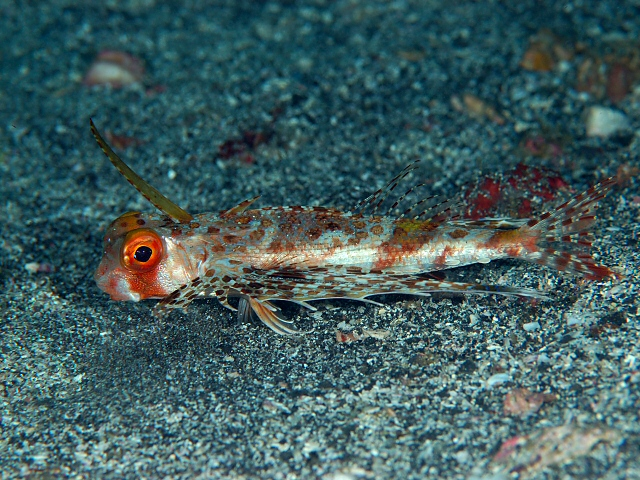
D. orientalis
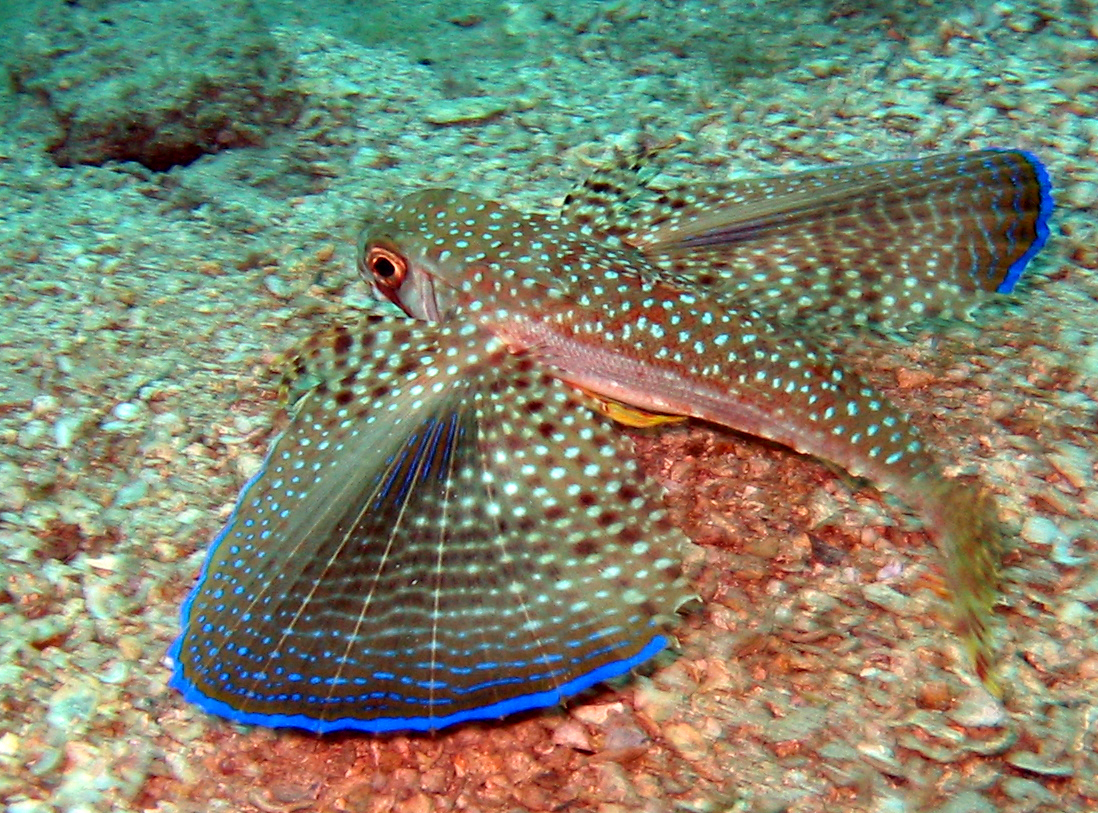
Dactylopterus volitans